# Cadernera de Lawrence
El cadernera de Lawrence (Spinus lawrencei) és un ocell de la família dels fringíl·lids (Fringillidae).

## Hàbitat i distribució
Cria als boscos de roures i de ribera, chaparral i zones amb arbusts del sud-oest dels Estats Units i zona mexicana adjunta. En hivern migra cap a l'est i el sud.